# Jörg Etz
Pour les articles homonymes, voir Etz.
Jörg Etz (né le 1er mai 1953 à Mannheim) est un joueur allemand de hockey sur glace. Il joua tout au long de sa carrière pour le Mannheim ERC au poste d'attaquant.

## Carrière
Il est champion d'Allemagne en 1980 avec Mannheim. Durant cette saison, sous le maillot no 7, il a marqué 9 buts . Il arrête à la saison 1982-1983. Etz avait droit à son propre chant de supporters : « Etz, Etz, Etz, der Puck, der muss ins Netz. » (Etz, Etz, Etz, le palet est dans le filet)

## Retraite
Jörg Etz est devenu chirurgien-dentiste . Son fils Mark Etz est devenu lui aussi hockeyeur professionnel dans le championnat allemand.